# George Windsor
George Windsor, comte de St Andrews, né le 26 juin 1962 est le fils aîné du prince Edward, duc de Kent et de son épouse, Katharine, duchesse de Kent. Il est comte de St Andrews, l'un des titres subsidiaires de son père, qu'il détient comme héritier du duché de Kent.

## Biographie

### Famille
George Philip Nicholas Windsor, né le 26 juin 1962 à Londres, est le premier enfant et fils aîné du prince Edward, 2e duc de Kent, cousin germain de la reine Élisabeth II, et de son épouse Katharine Worsley. 
George Windsor est le petit fils du prince George, 1er duc de Kent, frère des rois Edouard VIII et George VI, et de son épouse, la princesse Marina, ainsi que l’arrière petit-fils du roi George V et de son épouse Mary de Teck.
George Windsor a deux frères et sœurs : Lady Helen Windsor (Taylor), née en 1964, et Lord Nicholas Windsor, né en 1970.

### Éducation et carrière
George Windsor fait ses études au Collège d'Eton et au Downing College de Cambridge, où il obtient une maîtrise. 
Ancien diplomate, il est administrateur de l'association caritative SOS Children's Villages UK et mécène de l' Association for International Cancer Research. En avril 2012, il est également devenu administrateur de la Next Century Foundation, un organisme de bienfaisance travaillant dans tout le Moyen-Orient. En outre, il est administrateur de la Global eHealth Foundation et mécène du Welsh Sinfonia. Le 30 mars 2017, il est nommé chancelier de l'Université de Bolton.

### Mariage et enfants
Le 9 janvier 1988, il épouse Sylvana Tomaselli, une universitaire d'origine canadienne, à Édimbourg et ont trois enfants : 
- Edward Windsor, baron Downpatrick, (né le 2 décembre 1988) ;
- Lady Marina Windsor (née le 30 septembre 1992) ;
- Lady Amelia Windsor (née le 24 août 1995).

## Problèmes de succession
L'épouse de George est catholique. Selon l'Acte d'Établissement de 1701, aucune personne catholique ou qui épouse un catholique ne peut accéder au trône d'un pays dont la constitution souscrit à cette loi. Par conséquent, de son mariage jusqu'au 26 mars 2015, le comte de St Andrews est exclu de l'ordre de succession au trône britannique. Après l'entrée en vigueur de l'Acte de succession à la Couronne, le 26 mars 2015, il est réintégré dans l'ordre de succession et y occupe actuellement la 43e place, bien que ses deux enfants plus âgés, en tant que catholiques, en soient toujours exclus. 
Le duché de Kent n'est pas soumis à l'Acte d'Établissement ou à l'Acte de succession à la Couronne. Aussi, le fils et héritier du comte de St Andrews, Lord Downpatrick, est en passe de devenir le premier duc ou comte catholique de Kent depuis la Réforme.